# Terminal IP
Una terminal IP es un dispositivo que permite realizar una comunicación utilizando una red IP ya sea mediante red de área local o a través de Internet. Generalmente nos referimos a un terminal IP en temas de Telefonía IP ya que son los principales dispositivos utilizados para realizar una comunicación de paquetes de datos en los que se transporta voz o vídeo (VoIP).

## Características
- Un terminal IP suele ser un dispositivo hardware con forma de teléfono, aunque con la diferencia de que utiliza una conexión de red de datos, en lugar de una conexión de red telefónica.
- Suelen tener más opciones y ventajas que un teléfono convencional. Al ser un sistema completamente digital y programable, suelen tener teclas especiales perfectamente configurables mediante un sistema de administración que puede ser accedido mediante web o mediante telnet.
- Algunos incluyen cámara de vídeo para poder realizar videoconferencias.
- Disponen de una dirección IP a la que poder acceder y mediante la que se puede configurar como si fuese un ordenador más. Por lo que, al considerarse un sistema más dentro de la red, suelen aplicárseles las características típicas de grandes redes: QoS o VLAN.

## Ventajas frente a un sistema tradicional
- La ventaja principal estriba en que los terminales IP están preparados para utilizar una centralita digital de VoIP, lo cual abarata costes y permite una mayor versatilidad en cuando al manejo de las comunicaciones.
- La mayoría disponen de buzón de voz, desvíos de llamadas, configuración individual del dialplan y manejo de multitud de líneas individuales, para poder mantener varias conversaciones simultáneas.
- Suelen incorporar un sistema de música en espera y de transferencia de la llamada a otro terminal.
- Incluyen opciones para configurar las reglas de QoS o VLAN para mejorar la calidad del sonido y evitar cortes en una red con un alto Tráfico.

## Hardware o Software
- Un terminal IP suele ser un dispositivo físico (similar a un teléfono normal), aunque también puede ser una aplicación que funciona en un sistema y que interactúa junto con micrófonos y auriculares/altavoz.
- Los terminales IP hardware evitan el choque de realizar una llamada de teléfono a través de otro dispositivo distinto a un teléfono normal.
- Los terminales IP software permiten reducir costes, a la vez que cuenta con la ventaja espacial de no tener un aparato más en la mesa.

## ATA
- Los ATA son pequeños dispositivos que permiten conectar un teléfono analógico/RDSI a una red de VoIP.
- Disponen de un sistema de administración y gestión similar a los teléfonos IP por lo que disponen también de dirección IP, y las mismas ventajas que cualquier terminal IP.

## Terminales wireless
Son similares a los teléfonos móviles (o celulares) y permiten utilizar redes inalámbricas para conectarse al servidor de VoIP o gateway. Otra variante es la de teléfonos móviles con soporte Wi-Fi o conexión de banda ancha que permiten utilizar la VoIP para realizar las llamadas, en el caso de conducir la comunicación por la conexión Wi-Fi no requeriría a la propia operadora del móvil.
Ejemplos de teléfonos wifi con soporte de VoIP son:
- Linksys WIP300, WIP310, WIP330
- UTStarcom F1000
- Zyxel Prestige 2000W